# Irena Aulitisová
Irena Aulitisová (* 1. ledna 1936) byla slovenská a československá politička a bezpartijní poslankyně Sněmovny národů Federálního shromáždění za normalizace.

## Biografie
K roku 1976 se profesně uvádí jako pediatrička. Ve volbách roku 1976 zasedla do slovenské části Sněmovny národů (volební obvod č. 81 - Pezinok, Západoslovenský kraj). Ve Federálním shromáždění setrvala do konce funkčního období, tedy do voleb roku 1981.